# نادي خورخي ويلسترمان
نادي خورخي ويلسترمان الرياضي (بالإسبانية: Club Deportivo Jorge Wilstermann)‏ نادِ كرة قدم بوليفي يلعب في الدوري البوليفي لكرة القدم. تم تأسيس النادي بتاريخ 24 نوفمبر 1949، وسُمي تيمناً بالطيار البوليفي خورخي ويلسترمان.
يُعتبر خورخي ويلسترمان أحد الأندية الثلاثة الأكثر فوزاً ببطولة الدرجة الأولى البوليفية، كما يعتبر أول نادٍ بوليفي يصل إلى نصف نهائي كوبا ليبرتادوريس، وكان ذلك في موسم 1981.

## وصلات خارجية
- (بالإسبانية) الموقع الرسمي
- Fan site
- Fan site